# Néicer Reasco
Néicer Reasco Yano (Esmeraldas, 23 de Julho de 1977) é um ex-futebolista equatoriano que atuava como lateral.

## Carreira
Começou jogando pela LDU no Equador até 2006, ganhando quatro títulos nacionais.
Após competir pela seleção equatoriana na Copa do Mundo de 2006, ele se integrou em agosto de 2006 ao São Paulo Futebol Clube, no Brasil.
No dia 13 de agosto de 2006, em sua estreia pelo São Paulo FC, com a camisa 27, durante um jogo contra o Goiás Esporte Clube, pelo Campeonato Brasileiro de Futebol, o equatoriano sofreu uma lesão na fíbula, lesão essa que o retirou do resto da temporada.
No dia 18 de janeiro de 2007, voltou a jogar, e logo como titular na primeira partida da temporada pelo São Paulo, com a camisa número 13, já que o titular da ala direita - Ilsinho - estava contundido.
No dia 8 de agosto de 2007, quando começou a ganhar espaço no time com boas atuações, no duelo que definia a conquista do primeiro turno do campeonato contra o Botafogo, devido a uma entrada maldosa do jogador Luciano Almeida fraturou a tíbia da perna esquerda e teve de sair de campo de maca, só retornando aos meados de 2008.
No dia 18 de julho de 2008 foi anunciado como reforço da LDU para ocupar a lacuna deixada por Joffre Guerrón, que transferira-se para o Getafe.

## Títulos
São Paulo
- Campeonato Brasileiro: 2006, 2007

LDU
- Campeonato Equatoriano de Futebol: 1998, 1999, 2003, 2005, 2010
- Serie B: 2001
- Recopa Sul-Americana: 2009, 2010
- Copa Sul-Americana: 2009